# Georgios Anatolakis
Georgios Anatolakis (16 de marzo de 1974, Salónica, Grecia) es un exfutbolista griego, actuaba de defensa central y se desempeñó en gran parte de la carrera en el Olympiacos FC. Actualmente es miembro del partido griego Concentración Popular Ortodoxa y es miembro del Parlamento griego.

## Biografía
Anatolakis debutó con 18 años con el club Iraklis FC en la temporada 1992/93. Para la temporada 1996/97, Anatolakis fichó por el Olympiacos FC.
Junto a Predrag Đorđević, Anatolakis fue el único jugador presente en los 9 títulos ligueros consecutivos del Olympiacos y formando pieza clave del club de El Pireo.
En julio de 2007, Anatolakis firmó con el Atromitos FC de Atenas tras ser despedido del Olympiacos, en el club ateniense permaneció una sola temporada, retirándose en verano de 2008.

### Carrera política
Tras su retiro, Anatolakis participó en las Elecciones legislativas griegas del 2009 como miembro del partido Concentración Popular Ortodoxa, actualmente es miembro del Parlamento griego.

## Trayectoria
| Club          | País   | Año       |
| ------------- | ------ | --------- |
| Iraklis FC    | Grecia | 1992-1996 |
| Olympiacos FC | Grecia | 1997-2007 |
| Atromitos FC  | Grecia | 2007-2008 |

## Palmarés
Olympiacos FC
- Super Liga de Grecia: 1996-97, 1997-98, 1998-99, 1999-00, 2000-01, 2001-02, 2002-03, 2004-05, 2005-06, 2006-07
- Copa de Grecia: 1999, 2005, 2006

- Datos: Q2358297